# Нова політична економія
Нова політична економія (нова політекономія)  (англ. New Political Economy, NPE) — школа сучасної економічної теорії, що вивчає функціонування політичної системи і поведінку політиків і виборців. Для нової політекономії характерно, що по суті її визначає, активне використання методів і результатів нового інституціоналізму (теорії контрактів або теорії оптимальних механізмів (дизайн механізмів), яку створили Л. Гурвич, Е. Маскін і Р. Майерсон) для аналізу традиційних питань політології.
Нова політекономія виходить з моделі, коли прийняття політичних рішень делегується особливій групі індивідів (тобто політикам), що обумовлено необхідністю.
Основні представники: Джеймс Б'юкенен, Гордон Таллок.

## Історія появи та розвитку
Нова політична економія вважається результатом синтезу теорії суспільного вибору і макроекономіки. Також нова політична економія враховує сучасні моделі мікроекономіки.

## Методологія школи
Своє завдання нова політична економія, зокрема, бачить в аналізі впливу політичних процесів на особливості функціонування економічного ринку. В рамках даної теорії розглядаються:
- чиновники і політики, які покликані реалізовувати інтереси громадян, але, крім цього, переслідують і власні інтереси;
- громадяни, інститути громадянського суспільства, ЗМІ, які теж мають свої інтереси і намагаються через чиновників і політиків їх реалізувати;
- держава — складна структура, яка влаштована як система противаг і сама по собі є певним джерелом неефективності.